# Paul Guers
Pour les articles homonymes, voir Guers.
Paul Dutron, dit Paul Guers, est un acteur français né le 19 décembre 1927 à Tours (Indre-et-Loire) et mort le 28 novembre 2016 à Montsoreau (Maine-et-Loire).

## Biographie
Paul Guers étudie au Conservatoire national supérieur d'art dramatique (Promotion 1953). Pensionnaire de la Comédie-Française entre 1953 et 1956, il y interprète des rôles de jeunes premiers. En 1955, il tient l'un des rôles principaux du film La Tour de Nesle, réalisé par Abel Gance, qui lui permet de se faire connaître du grand public.
Devenu dans les années 1950 un acteur en vogue, il apparaît dans Marie-Octobre de Julien Duvivier au sein d'une distribution de vedettes confirmées, et tient le rôle principal masculin dans La Fille aux yeux d'or, aux côtés de Marie Laforêt. En 1963, il est le héros du diptyque Kali Yug, déesse de la vengeance / Le Mystère du temple hindou, un film d'aventures exotiques italien en deux parties. Après les années 1960, sa carrière au cinéma décline et ses apparitions sur grand écran deviennent très épisodiques. Il retourne alors au théâtre et tient également des rôles à la télévision. On le voit notamment dans des séries et des téléfilms comme Les Charmes de l'été, Au bon beurre ou Les Yeux d'Hélène,.
Le 28 novembre 2016, Paul Guers et son épouse l'écrivain Marie-Josèphe Guers sont retrouvés morts à leur domicile de Montsoreau. L'autopsie détermine que le comédien, qui suivait un lourd traitement contre un cancer, est décédé entre le 16 et le 19, sa femme étant morte après lui ; l'enquête penche pour une mort naturelle de Paul Guers, suivi du suicide de son épouse.

### Vie privée
Paul Guers est le père de la comédienne Olivia Dutron et de Laurent Dutron.
Il a été marié successivement à Rolande Ségur (m. de 1953 à 1956), actrice, mère d'Olivia Dutron, Françoise Brion (m. de 1958 à 1963), Karin Petersen, (m. de 1969 à 1982), actrice, mère de Laurent Dutron et Marie‑Josèphe Legros, écrivain, (m. de ~1983 à 2016).
Il meurt à l'âge de 88 ans le 28 novembre 2016 à Montsoreau,,. Il est incinéré.

## Filmographie

### Cinéma
- 1954 : Sophie et le Crime de Pierre Gaspard-Huit
- 1955 : Les Chiffonniers d'Emmaüs de Robert Darène
- 1955 : La Tour de Nesle d'Abel Gance
- 1956 : Les Collégiennes d'André Hunebelle
- 1958 : Sous la terreur (A Tale of Two Cities) de Ralph Thomas
- 1959 : Marie-Octobre de Julien Duvivier
- 1959 : J'irai cracher sur vos tombes de Michel Gast
- 1959 : La Belle et l'Empereur (Die Schöne Lügnerin) d'Axel von Ambesser
- 1960 : Au voleur de Ralph Habib : Serge, alias le comte Fornari
- 1960 : L'Eau à la bouche de Jacques Doniol-Valcroze
- 1960 : Une gueule comme la mienne de Frédéric Dard : Paul Roy
- 1961 : Mourir d'amour ou La Mort a les yeux bleus de Dany Fog
- 1961 : La Fille aux yeux d'or de Jean-Gabriel Albicocco
- 1962 : Les Parisiennes de Marc Allégret
- 1962 : Le crime ne paie pas de Gérard Oury
- 1963 : La Baie des Anges de Jacques Demy
- 1963 : Kali Yug, déesse de la vengeance de Mario Camerini
- 1963 : Le Mystère du temple hindou de Mario Camerini
- 1963 : La rimpatriata de Damiano Damiani
- 1964 : Le Bluffeur de Sergio Gobbi
- 1964 : La Fugue (La fuga) de Paolo Spinola
- 1964 : Amore mio de Raffaello Matarazzo
- 1965 : La Traite des blanches de Georges Combret
- 1967 : La Malédiction de Belphégor de Georges Combret
- 1968 : Un épais manteau de sang de José Benazeraf
- 1969 : Delphine d'Éric Le Hung
- 1972 : Flash Love de Jean-Marie Pontiac (Max Kalifa)
- 1972 : Le Feu aux lèvres de Pierre Kalfon
- 1974 : Pourvu qu'on ait l'ivresse de Rinaldo Bassi
- 1975 : Les Noces de porcelaine de Roger Coggio
- 1976 : Blondy de Sergio Gobbi
- 1977 : Libertés sexuelles
- 1979 : Les Demoiselles de Wilko d'Andrzej Wajda
- 1984 : Notre Histoire de Bertrand Blier
- 1988 : Trois places pour le 26 de Jacques Demy
- 1994 : Le Parfum d'Yvonne de Patrice Leconte
- 1994 : L'Affaire de Sergio Gobbi

### Télévision
- 1956 : Eugénie Grandet de Maurice Cazeneuve : Charles Grandet
- 1963 : Le Maître de Ballantrae d'Abder Isker : Henry
- 1969 : Candice, ce n'est pas sérieux, feuilleton télévisé de Lazare Iglesis : Howard
- 1973 : Le Jeune Fabre, feuilleton télévisé de Cécile Aubry : Daniel Fabre
- 1973 : La Feuille de Bétel (du roman de Jeanne Cressanges), feuilleton télévisé d'Odette Collet : Jacques Dubreuil
- 1973 : La Voix venue d'ailleurs, téléfilm d'Odette Collet : Pierre
- 1975 : Les Charmes de l'été, feuilleton télévisé de Robert Mazoyer : Vincent Mesmin
- 1977 : Dossier Danger Immédiat de Claude Barma, épisode : En verre et contre tous'
- 1978 : Les Eygletière ( mini série 6 épisodes) adapté d'un roman d'Henri Troyat
- 1981 : Au bon beurre d'Édouard Molinaro : le médecin
- 1982 : Marion de Jean Pignol
- 1983 : La Veuve rouge d'Édouard Molinaro
- 1987 : La Mafia 3, série télévisée : le professeur Gianfranco Laudeo
- 1989 : Le Grand Secret de Jacques Trébouta
- 1993 : Shehaweh, mini-série de Jean Beaudin
- 1994 : Les Yeux d'Hélène de Jean Sagols : Charles Favereau

## Théâtre
- 1951 : Cymbeline de William Shakespeare, mise en scène Maurice Jacquemont, Centre dramatique de l'Ouest
- 1951 : Le Soulier de satin de Paul Claudel, mise en scène Jean-Louis Barrault, Théâtre des Célestins
- 1952 : Antoine et Cléopâtre de William Shakespeare, mise en scène Jean-Louis Barrault, Théâtre des Célestins
- 1953 : Donogoo de Jules Romains, mise en scène Jean Meyer, Comédie-Française
- 1953 : Le Cid de Corneille, mise en scène Julien Bertheau, Comédie-Française
- 1954 : Horace de Corneille, mise en scène Jean Debucourt, Comédie-Française
- 1954 : La Reine morte d’Henry de Montherlant, mise en scène Pierre Dux, Comédie-Française
- 1954 : Phèdre de Racine, mise en scène Jean-Louis Barrault, Comédie-Française
- 1955 : Port-Royal d'Henry de Montherlant, mise en scène Jean Meyer, Comédie-Française
- 1955 : Aux innocents les mains pleines d'André Maurois, mise en scène Jacques Charon, Comédie-Française
- 1955 : Le Jeu de l'amour et du hasard de Marivaux, mise en scène Maurice Escande, Comédie-Française
- 1955 : Le Pavillon des enfants de Jean Sarment, mise en scène Julien Bertheau
- 1956 : Un caprice d'Alfred de Musset, mise en scène Maurice Escande, Comédie-Française
- 1956 : Horace de Corneille, mise en scène Jean Debucourt, Comédie-Française
- 1956 : Polyeucte de Corneille, mise en scène Jean Serge, Festival Corneille Barentin
- 1956 : La Chatte sur un toit brûlant de Tennessee Williams, première mise en scène en France de Peter Brook, avec Jeanne Moreau, Théâtre Antoine
- 1958 : Lucy Crown de Jean-Pierre Aumont, mise en scène Pierre Dux, Théâtre de Paris
- 1958 : Le Bal du lieutenant Helt de Gabriel Arout, mise en scène Raymond Gérôme, Théâtre des Mathurins
- 1959 : La Dame aux camélias d’Alexandre Dumas Fils, Théâtre de Paris
- 1961 : Requiem pour une nonne de William Faulkner, adaptation et mise en scène Albert Camus, théâtre des Mathurins
- 1965 : Gigi de Colette, mise en scène Jean-Michel Rouzière, Théâtre du Palais-Royal
- 1966 : Ce soir à Samarcande de Jacques Deval, mise en scène Jean Piat, théâtre de Paris
- 1966 : Becket ou l'Honneur de Dieu de Jean Anouilh, mise en scène de l'auteur et Roland Piétri, théâtre Montparnasse
- 1967 : La Ville dont le prince est un enfant d’Henry de Montherlant, mise en scène Jean Meyer, théâtre Michel
- 1967 : Pauvre Bitos ou le Dîner de têtes de Jean Anouilh, mise en scène de l'auteur et Roland Piétri, théâtre de Paris
- 1970 : La Ville dont le prince est un enfant d’Henry de Montherlant, mise en scène Jean Meyer, théâtre des Célestins
- 1971 : Le Maître de Santiago d’Henry de Montherlant, mise en scène Jean Meyer, théâtre Montansier, théâtre des Célestins, tournée Herbert-Karsenty
- 1973 : Le Lion en hiver de James Goldman, mise en scène Pierre Franck, théâtre de l'Œuvre, théâtre des Célestins
- 1974 : Sodome et Gomorrhe de Jean Giraudoux, mise en scène Roland Monod, Tréteaux de France
- 1976 : Les Mains sales de Jean-Paul Sartre, mise en scène Patrick Dréhan, théâtre des Mathurins
- 1977 : Les Mains sales de Jean-Paul Sartre, mise en scène Daniel Gélin, théâtre des Célestins, tournée Karsenty
- 1978 : Les Mains sales de Jean-Paul Sartre, mise en scène François Périer, tournée Baret
- 1982 : Sherlock Holmes de William Gillette, mise en scène Michel Fagadau, théâtre de Boulogne-Billancourt
- 1983 : Un grand avocat d'Henry Denker, mise en scène Robert Hossein, théâtre Mogador